# 埼玉県茶業研究所
埼玉県茶業研究所（さいたまけんちゃぎょうけんきゅうじょ）は、埼玉県入間市にある埼玉県の試験研究機関。

## 業務内容
- 埼玉県の気候に適した茶の品種の育成、茶園管理技術や製茶技術の開発等のな研究を通じて、埼玉の特産物で日本三大茶の一角でもある狭山茶の振興を図っている。

## 所在地
- 〒358-0042 - 埼玉県入間市大字上谷ヶ貫244-2

## 沿革
- 1928年（昭和3年）4月 - 茶業研究所として入間郡豊岡町大字黒須に設立。
- 1943年（昭和18年）8月 - 豊岡町扇町屋に移転。
- 1950年（昭和25年）8月 - 埼玉県農業試験場に統合され、その茶業支場となる。
- 1954年（昭和29年）7月 - 再び独立して茶業研究所となる。
- 1971年（昭和46年）8月 - 現在地に移転。
- 1971年（昭和46年）11月 - 茶業試験場に改称。
- 2000年（平成12年）4月 - 農業関連の試験研究機関が埼玉県農林総合研究センター（本所・熊谷市）に統合され、その特産支所となる。
- 2003年（平成15年）4月 - 特産支所を茶業特産研究所に改称。
- 2010年（平成22年）4月 - 茶業研究所に改称。
- 2015年（平成27年）4月 - 農林総合研究センターより独立し埼玉県茶業研究所となる。